# Hauke Jöns

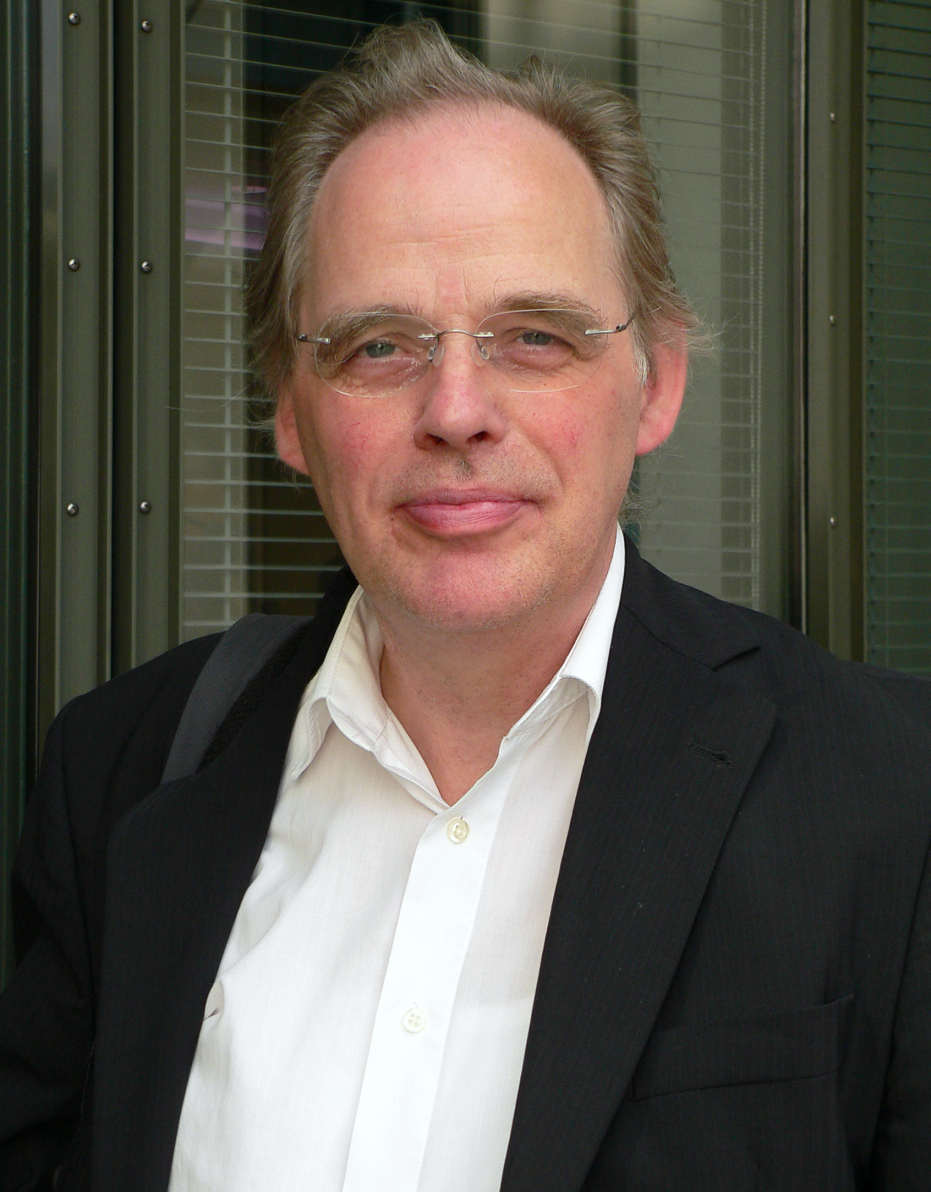
Hauke Jöns, 2017

Hauke Jöns (* 15. Mai 1961 in Husum) ist ein deutscher Prähistoriker.

## Leben
Hauke Jöns studierte zwischen 1983 und 1988 Ur- und Frühgeschichte, Anthropologie und Geologie an der Universität Kiel und schloss das Studium mit dem Diplom ab. 1990 wurde er Wissenschaftlicher Angestellter des Instituts für Ur- und Frühgeschichte der Universität Kiel im Rahmen des Projektes Frühe Eisengewinnung in Joldelund und verblieb in dieser Position bis 1994. Während dieser Zeit wurde Jöns mit der Arbeit Ausgrabungen in Osterrönfeld. Ein Fundplatz der Stein-, Bronze- und Eisenzeit im Kreis Rendsburg-Eckernförde promoviert. 1995 wurde er Wissenschaftlicher Angestellter des Archäologischen Landesmuseums Mecklenburg-Vorpommern, wo er das Projekt Die Bedeutung des frühslawischen Seehandelsplatzes von Groß Strömkendorf koordinierte. Zwischen 1997 und 2000 vertrat er eine Hochschulassistenz an der Kieler Universität. 2000 wurde Jöns stellvertretender Direktor des Archäologischen Landesmuseums Mecklenburg-Vorpommern und zugleich Leiter der Abteilung Bodendenkmalpflege. 2001 habilitierte er sich an der Universität Kiel mit der Arbeit Zur Entwicklung der vor- und frühgeschichtlichen Eisenmetallurgie in Norddeutschland und Südskandinavien, habilitierte sich aber schon ein Jahr später an die Universität Rostock um. Im November 2006 wechselte er von Mecklenburg-Vorpommern nach Niedersachsen und wurde stellvertretender Institutsleiter und Abteilungsleiter Kulturwissenschaften am Niedersächsischen Institut für Historische Küstenforschung (NIHK) in Wilhelmshaven, dessen Leitender wissenschaftlicher Direktor er 2010 wurde. Seit Februar 2010 ist er zudem Außerplanmäßiger Professor für Archäologie am Heinrich-Schliemann-Institut der Universität Rostock.
Jöns beschäftigt sich mit der Geschichte und Metallurgie des Eisens, der Maritimen Archäologie und der Küstenentwicklung, den Urbanisierungsprozessen des frühen Mittelalters sowie den Austausch- und Kommunikationssystemen zwischen den Küstenzonen und dem Hinterland. Er ist berufenes beratendes Mitglied des Verbandes der Landesarchäologen und korrespondierendes Mitglied des Deutschen Archäologischen Instituts, Redaktionsmitglied des Archäologischen Korrespondenzblatts sowie Mitglied des Wissenschaftsausschusses der Ostfriesischen Landschaft. Zudem ist er 1. Vorsitzender des Marschenrats zur Förderung der Forschung im Küstengebiet der Nordsee.

## Schriften
- Ausgrabungen in Osterrönfeld. Ein Fundplatz der Stein-, Bronze- und Eisenzeit im Kreis Rendsburg-Eckernförde, Habelt, Bonn 1993, ISBN 3-7749-2618-2 (Universitätsforschungen zur prähistorischen Archäologie, Band 17)
- Frühe Eisengewinnung in Joldelund, Kr. Nordfriesland. Teil 1: Einführung, Naturraum, Prospektionsmethoden und archäologische Untersuchungen, Habelt, Bonn 1997, ISBN 3-7749-2800-2 (Universitätsforschungen zur prähistorischen Archäologie, Band 40)
- Das Archäologische Freilichtmuseum Groß Raden. Ein Führer durch das Freigelände, Archäologisches Landesmuseum Mecklenburg-Vorpommern, Schwerin 2004, ISBN 3-935770-05-7
- Archäologie unter dem Straßenpflaster. 15 Jahre Stadtkernarchäologie in Mecklenburg-Vorpommern, Archäologisches Landesmuseum Mecklenburg-Vorpommern, Schwerin 2005, ISBN 3-935770-08-1 (Beiträge zur Ur- und Frühgeschichte Mecklenburg-Vorpommerns, Band 39)
- Herausgeber mit Felix Bittmann, Peter Schmid, Matthias D. Schön, Wolf H. Zimmermann: Flüsse als Kommunikations- und Handelswege. Marschenratskolloquium 2009 ; 5.- 7. November 2009, Deutsches Schiffahrtsmuseum, Bremerhaven, Leidorf, Rahden 2011, ISBN 978-3-86757-852-3 (Siedlungs- und Küstenforschung im südlichen Nordseegebiet, Band 34)